# Liga Mundial de Hockey sobre césped masculino 2016-17
La Liga Mundial de Hockey sobre césped masculino 2016-17 fue la tercera edición de la Liga Mundial de Hockey organizada por la FIH. El torneo comenzó en abril de 2016 en Singapur y finalizó en diciembre de 2017 en India.
Las semifinales de esta competición también sirvieron como clasificatorios para el Mundial de Hockey sobre césped masculino de 2018, los 10 u 11 equipos mejor clasificados serán parte del próximo mundial además de la nación anfitriona y los cinco campeones continentales.

## Clasificación
Cada asociación nacional miembro de la Federación Internacional de Hockey (FIH) tuvo la oportunidad de participar en el torneo y 66 equipos recibieron la autorización para competir.
Los 11 equipos posicionados entre el 1º y 11º lugares en la clasificación mundial de la FIH a principios de 2015 recibieron un pase directo a las semifinales de la competición mientras los 9 equipos entre los puestos 12º y 20º recibieron un pase directo a la Ronda 2. Los veinte equipos clasificados son los siguientes:
| - Australia (1) - Países Bajos (2) - Alemania (3) - Inglaterra (4) - Bélgica (5) - Argentina (6) - India (7) - Nueva Zelanda (8) - Corea del Sur (9) - Pakistán (10) - España (11) | - Irlanda (12) - Malasia (13) - Canadá (14) - Sudáfrica (15) - Japón (16) - Polonia (17) - Francia (18) - Rusia (19) - Egipto (20) |

## Etapas clasificatorias

### Ronda 1
| Fechas                                   | Ubicación              | Equipos                                                                         | Avanzan a Ronda 2 | Clasificado(s)      |
| ---------------------------------------- | ---------------------- | ------------------------------------------------------------------------------- | ----------------- | ------------------- |
| 9 al 17 de abril de 2016                 | Sengkang, Singapur     | Brunéi China Hong Kong Kazajistán Singapur Sri Lanka Tailandia Birmania Vietnam | 2                 | China Sri Lanka     |
| 28 de junio al 2 de julio de 2016        | Suva, Fiyi             | Tonga Papúa Nueva Guinea Islas Salomón Fiyi Vanuatu                             | 1                 | Fiyi                |
| 30 de agosto al 4 de septiembre de 2016  | Praga, República Checa | República Checa Italia Bielorrusia Lituania Ucrania Chipre                      | 2                 | Ucrania Italia      |
| 6 al 11 de septiembre de 2016            | Glasgow, Escocia       | Portugal Escocia Suiza Eslovenia Gales                                          | 2                 | Gales Escocia       |
| 9 al 11 de septiembre de 2016            | Antalya, Turquía       | Austria Omán Catar Turquía                                                      | 1                 | Austria             |
| 9 al 11 de septiembre de 2016            | Acra, Ghana            | Ghana Kenia Namibia Nigeria                                                     | 1                 | Ghana               |
| 27 de septiembre al 2 de octubre de 2016 | Salamanca, México      | Barbados Guatemala México Estados Unidos                                        | 1                 | Estados Unidos      |
| 1 al 9 de octubre de 2016                | Chiclayo, Perú         | Ecuador Chile Paraguay Perú Uruguay Venezuela                                   | 1                 | Chile               |
| 12 de octubre de 2016                    | Nombrado por la FIH    |                                                                                 | 3                 | Suiza Omán Barbados |

### Ronda 2
| Fechas                            | Ubicación                    | Equipos clasificados | Equipos clasificados | Equipos clasificados                 | Avanzan a semifinales | Clasificados    |
| Fechas                            | Ubicación                    | Anfitrión            | Por Ranking          | de Ronda 1                           | Avanzan a semifinales | Clasificados    |
| --------------------------------- | ---------------------------- | -------------------- | -------------------- | ------------------------------------ | --------------------- | --------------- |
| 4 al 12 de marzo de 2017          | Dakha, Bangladés             | Bangladesh           | Malasia Egipto       | Omán China Sri Lanka Ghana Fiyi      | 2                     | Malasia China   |
| 11 al 19 de marzo de 2017         | Belfast, Irlanda del Norte   | Irlanda              | Francia Polonia      | Ucrania Italia Gales Escocia Austria | 2                     | Irlanda Francia |
| 25 de marzo al 2 de abril de 2017 | Tacarigua, Trinidad y Tobago | Trinidad y Tobago    | Japón Canadá Rusia   | Estados Unidos Barbados Chile Suiza  | 2                     | Japón Canadá    |
|                                   | Nombrado por la FIH          | Dos mejores terceros | Dos mejores terceros | Dos mejores terceros                 | 2                     | Egipto Escocia  |

### Semifinales
| Fechas                    | Ubicación                | Equipos clasificados        | Equipos clasificados                                | Equipos clasificados         | Avanzan a la final | Clasificados                      |
| Fechas                    | Ubicación                | Anfitrión                   | Por Ranking                                         | de Ronda 2                   | Avanzan a la final | Clasificados                      |
| ------------------------- | ------------------------ | --------------------------- | --------------------------------------------------- | ---------------------------- | ------------------ | --------------------------------- |
| 15 al 25 de junio de 2017 | Londres, Inglaterra      | Inglaterra                  | Argentina Países Bajos India Corea del Sur Pakistán | Malasia China Canadá Escocia | 3                  | Argentina Países Bajos Inglaterra |
| 9 al 23 de julio de 2017  | Johannesburgo, Sudáfrica | Sudáfrica                   | Australia Alemania Bélgica Nueva Zelanda España     | Japón Francia Irlanda Egipto | 3                  | Alemania Bélgica Australia        |
|                           | Nombrado por la FIH      | Mejor cuarto preclasificado | Mejor cuarto preclasificado                         | Mejor cuarto preclasificado  | 1                  | España                            |

### Final
| Fechas                       | Ubicación           | Equipos clasificados | Equipos clasificados                                                | Campeón   |
| Fechas                       | Ubicación           | Anfitrión            | de Semifinales                                                      | Campeón   |
| ---------------------------- | ------------------- | -------------------- | ------------------------------------------------------------------- | --------- |
| 2 al 10 de diciembre de 2017 | Bhubaneshwar, India | India                | Argentina Países Bajos Inglaterra Alemania Bélgica Australia España | Australia |